# Naval Radio Transmitter Facility de Niscemi
 (septembre 2018).
Le Naval Radio Transmitter Facility de Niscemi (NRTF Niscemi) est une installation de transmission de l'US Navy à Niscemi, en Sicile, entretenue par la division N92 de la Station d’informatique et de télécommunications navales de Sicile. L’installation comprend des systèmes d’émission et d’antennes basse fréquence (LF) et haute fréquence (HF), ainsi que les nouveaux terminaux au sol du Mobile User Objective System (MUOS) de la US Navy.

## Installations
Les installations conjointes américaine, italienne et de l'OTAN abritent un système de transmission radio basse fréquence AN/FRT-95A, une commande HF SCOPE de l'USAF, qui fait partie du système de communication global à haute fréquence (HF) (HFGCS), et une station au sol MUOS de l'US Navy. Le champ d'antenne environnant comprend une antenne LF de 252 mètres, 44 antennes HF (3–30 MHz), trois antennes paraboliques du terminal terrestre MUOS et 2 antennes hélicoïdales directionnelles UHF pour la radiogoniométrie par satellite.
Plusieurs types d'antennes HF sont installés, mais la plupart ne sont plus utilisés. 116 pylônes d'antenne sont installés, qui supportent 35 antennes long-fil. 
Le groupe d'antennes est composé de :
- 4 antennes log-périodique (HLPA)
- 4 antennes log périodique rotatives (RLPA)
- 7 antennes omnidirectionnelles à large bande (HOBA)
- 7 antennes avec angle de décollage élevé (HTOA)
- 11 antennes Dual Mode (DM)
- 1 cône Spira
- 10 antennes HF déclassées[5]

Le transmetteur basse fréquence utilise une propagation sans visibilité directe pour la communication avec les sous-marins.

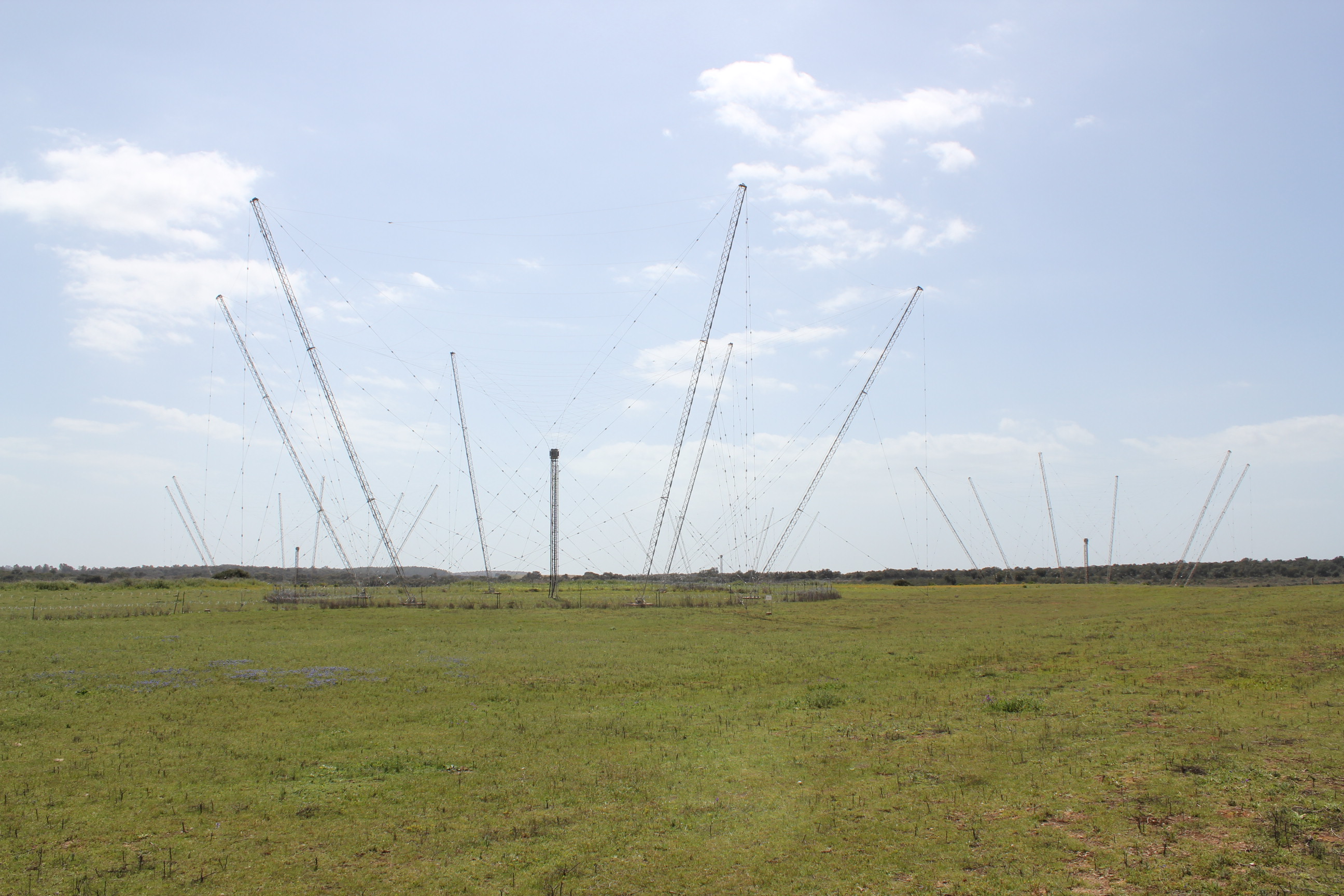
Antennes Dual Mode haute fréquence du site
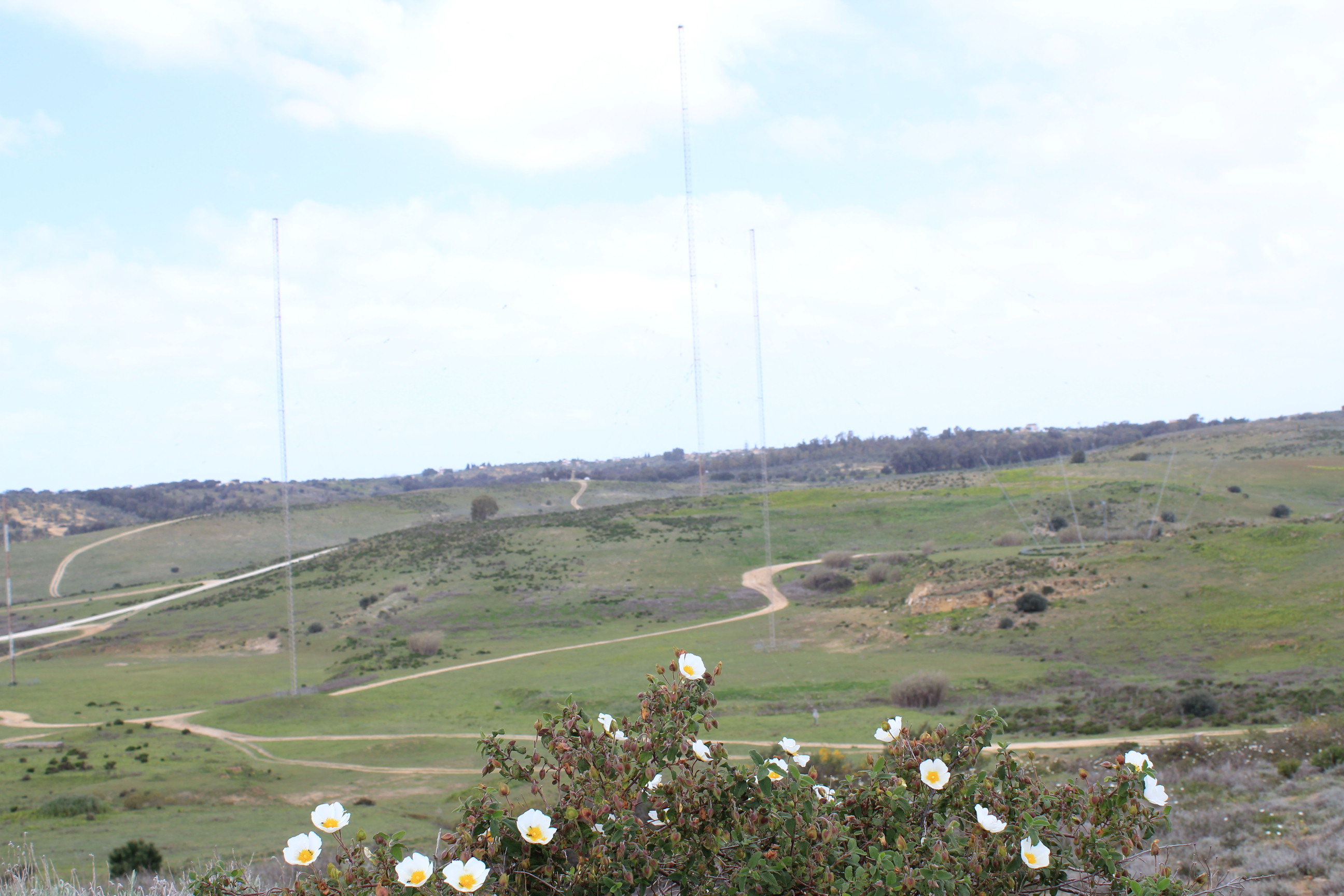
Champ d'antenne haute fréquence et basse fréquence du site
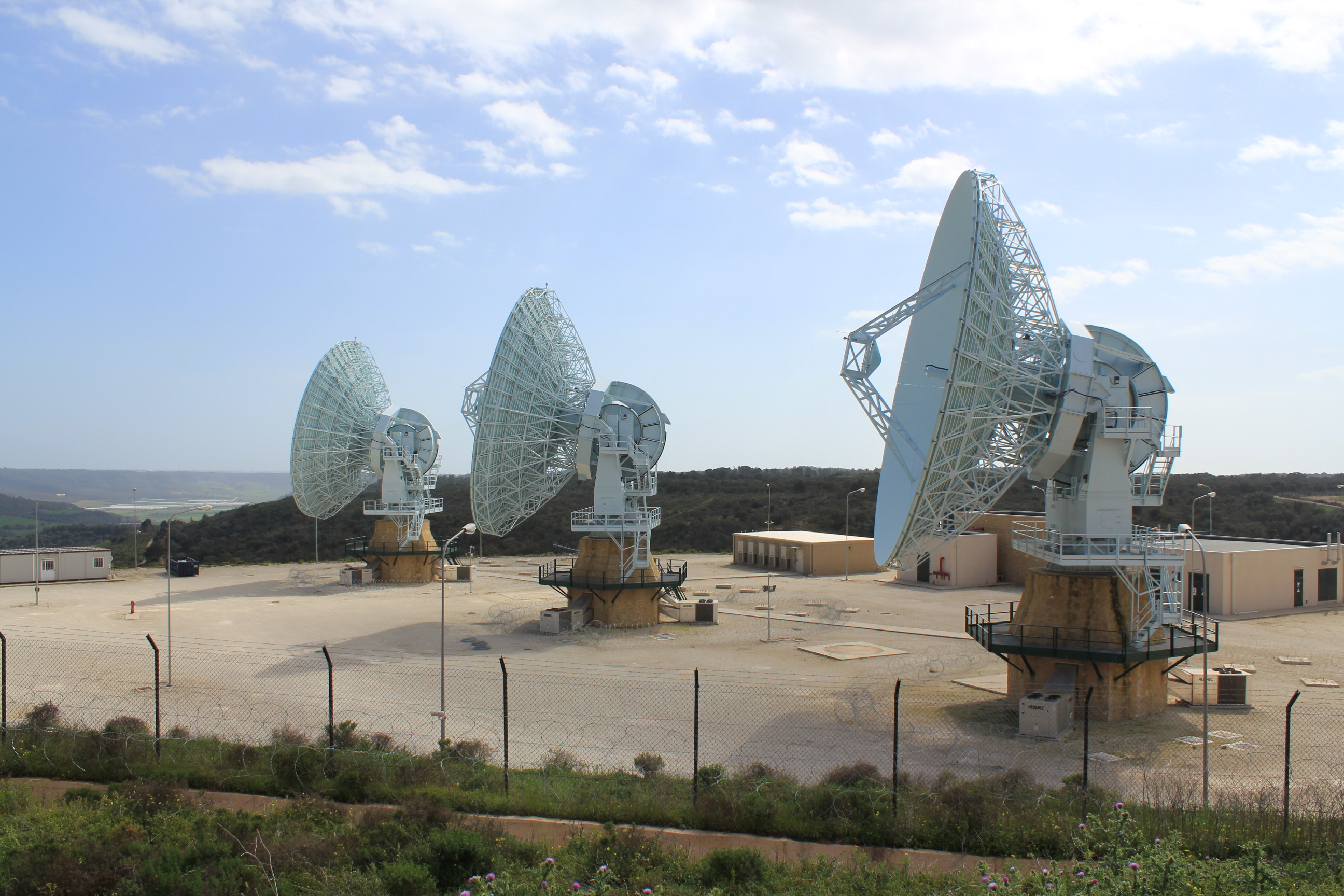
Installation de terminal à terre du système MUOS de l'US Navy. Cette installation est unique, située dans une réserve naturelle, les paraboles de l'antenne ont été peintes en bleu ciel et les socles d'antenne ont été recouverts de pierre naturelle.
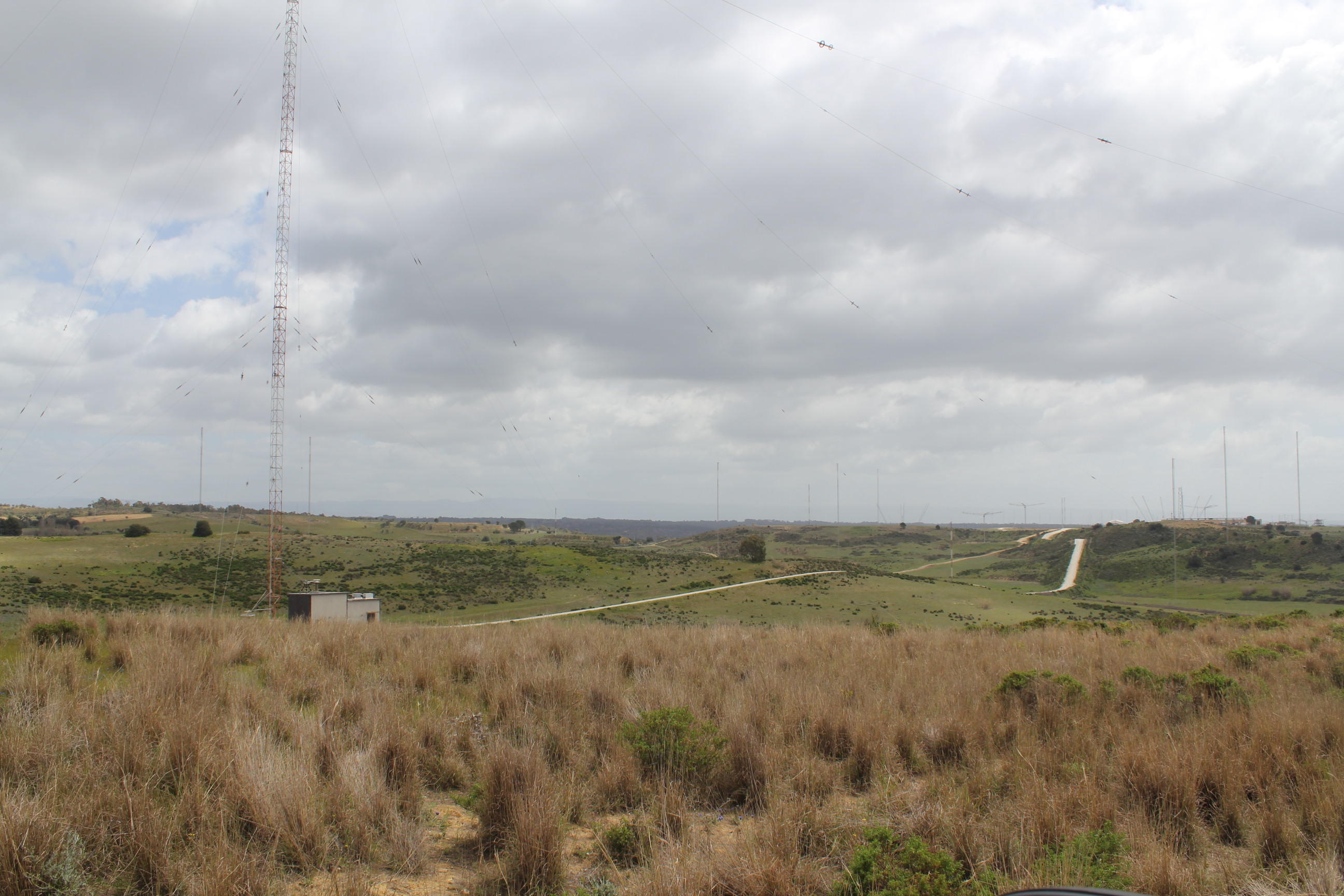
Antenne basse fréquence et son bâtiment de soutien au premier plan à gauche, champ d'antenne à haute fréquence en arrière-plan, bâtiment principal à droite.
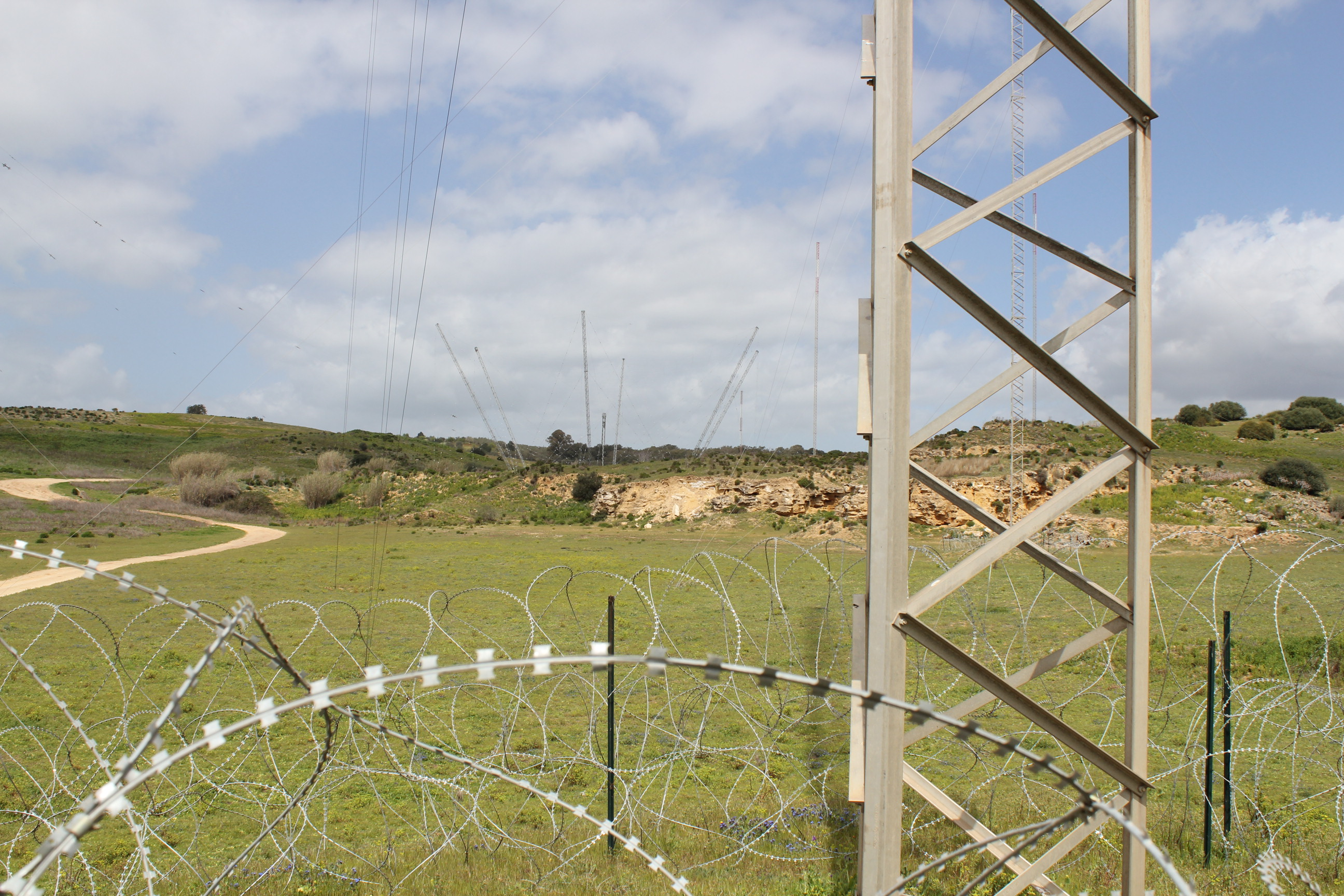
L'installation de fils barbelés a été ajoutée pour décourager l'ascension des pylônes d'antenne.

## Opposition locale
Depuis 2011, la station a été la cible de protestations de la part des habitants de Niscemi, citant des inquiétudes quant à l’agrandissement du site, situé à l’intérieur de la réserve naturelle Sugherata di Niscemi, un site d’importance communautaire protégé,  et quant aux effets des rayonnements des stations au sol MUOS sur la faune locale et les habitants. Face aux manifestations, le gouvernement régional a révoqué en mars 2013 l’autorisation d’installer le système MUOS,, et a commandé une étude indépendante à l'Istituto Superiore di Sanità (Institut supérieur de la santé italien). Le rapport de l'ISS, publié en juillet 2013, ayant conclu que rien ne prouvait que les émissions électromagnétiques présentaient un risque, mais ayant recommandé de poursuivre la surveillance, l'autorisation d'émission a été renouvelée. Des comités locaux "No-MUOS" ont ensuite organisé des manifestations et bloqué l'accès routier au site. Face à cette opposition, les autorités des États-Unis ont déclaré à plusieurs reprises que les émissions du site étaient bien inférieures aux normes de sécurité convenues et ont signalé l'exploitation d'un site similaire à Hawaï qui n'avait causé aucun problème ou incident,.